# Radvánc
Radvánc (ukránul Радванка [Radvanka], szlovákul Radvánka) Ungvár városrésze Ukrajnában, Kárpátalján, az Ungvári járásban.

## Fekvése
Ungvár központjától 2 km-re délkeletre, az Ung bal partján fekszik.

## Története
A falunak 1910-ben 1360, többségben magyar lakosa volt, jelentős német kisebbséggel. A trianoni békeszerződésig Ung vármegye Ungvári járásához tartozott. 1940 óta Ungvár része.

## Nevezetességek
A faluban 16–17. századi kis méretű kastély áll.

## Híres emberek
- Itt született 1629. augusztus 25-én Gyöngyösi István költő.